# Ciszyca Górna (gmina)
Ciszyca Górna , początkowo Ciszyca, 1930–1954 Tarłów – dawna gmina wiejska istniejąca w latach 1867–1954 w guberni radomskiej i w woj. kieleckim. Siedzibą władz gminy był Ciszyca Górna, a następnie Tarłów.

## Historia
Gmina Ciszyca powstała w 1867 roku w związku z reformą administracyjną Królestwa Polskiego. Gmina należała do powiatu iłżeckiego w guberni radomskiej. 13 stycznia 1870 do gminy przyłączono obszar zniesionego miasta Tarłów.
Gmina miała nietypowy, bardzo rozczłonkowany kształt, składający się z dwóch ramion: zachodniego (Helenów, Czekarzewice i Tarłów) i wschodniego (Ciszyce, Dororka, Hermanów, Sulejów i Tomaszów), połączonych bardzo wąskim przegubem na wysokości Kolonii Dąbrówka, gdzie terytorium gminy Pawłowice z Janowem wrzynało się klinem w głąb gminy. Ponadto gmina posiadała na południu odległą eksklawę powiatową (z Cegielnią), położoną na wysokości Wólki Lipowej w gminie Julianów w powiecie opatowskim.
W okresie międzywojennym gmina Ciszyca Górna należała do powiatu iłżeckiego w woj. kieleckim. 19 maja 1930 gminę przemianowano na gmina Tarłów. 31 października 1933 roku gminę podzielono na 14 gromad (sołectw): Cegielnia, Ciszyca Dolna, Ciszyca Górna, Ciszyca Przewozowa, Ciszyca-Kolonia, Czekarzewice Drugie, Czekarzewice Pierwsze, Dorotka, Helenów, Hermanów, Kozłówek, Sulejów, Tarłów i Tomaszów.
Podczas II wojny światowej gmina znalazła się pod okupacją hitlerowską, i została włączona do Generalnego Gubernatorstwa (powiat Starachowice, dystrykt radomski). Zmieniono wówczas znacznie granice gminy Tarłów, powiększając ją o siedem gromad ze zniesionej gminy Pawłowice (Glina, Janów, Las Gliniański, Ostrów, Pawłowice, Wola Pawłowska i Zemborzyn) oraz o jedną gromadę z gminy Pętkowice (Potoczek), natomiast gromadę Czekarzewice Drugie odłączono od gminy Tarłów i włączono do nowej gminy Skarbka; utworzono też nową gromadę Leśne Chałupy z części gromady Ciszyca-Kolonia. W 1943 roku liczba gminy mieszkańców wynosiła 9605, podzielona na 22 gromady: Cegielnia (244), Ciszyca Dolna (448), Ciszyca Górna (508), Ciszyca Przewozowa (150), Ciszyca-Kolonia (401), Czekarzewice Pierwsze (1023), Dorotka (238), Glina (326), Helenów (226), Hermanów (193), Janów (206), Kozłówek (293), Las Gliniański (117), Leśne Chałupy (167), Ostrów (190), Pawłowice (801), Potoczek (194), Sulejów (414), Tarłów (1504), Tomaszów (104), Wola Pawłowska (872) i Zemborzyn (1086).
Po wojnie zniesiono podział administracyjny wprowadzony przez hitlerowców, przywracając podział gminy Tarłów sprzed wojny – jedynym odstępstwem było zachowanie gromady Potoczek przy gminie Tarłów (nie powróciła do gminy Pętkowice). Według stanu z dnia 1 lipca 1952 roku gmina składała się zatem z 15 gromad: Ciszyca Dolna, Ciszyca Górna, Ciszyca Przewozowa, Ciszyca-Kolonia, Czekarzewice Drugie, Czekarzewice Pierwsze, Dorotka, Helenów, Hermanów, Kozłówek, Potoczek, Sulejów, Tarłów i Tomaszów.
Jednostka została zniesiona 29 września 1954 roku wraz z reformą wprowadzającą gromady w miejsce gmin, a jej obszar wszedł w skład siedmiu gromad (sześciu w powiecie iłżeckim i jednej w powiecie opatowskim):
- Ciszyca – Ciszyca Dolna, Ciszyca Górna, Ciszyca Przewozowa i Ciszyca-Kolonia,
- Czekarzewice – Czekarzewice Pierwsze i Czekarzewice Drugie (bez Przymiarek),
- Osówka – przysiółek Przymiarki z Czekarzewic Drugich,
- Sulejów – Dorotka, Hermanów i Sulejów,
- Tarłów – Kozłówek, Potoczek, Tarłów i Tomaszów,
- Walentynów – Helenów,
- Wólka Lipowa – Cegielnia.

## Dalsze losy
Od reformy 1973 obszar dawnej gminy Tarłów (Ciszyca Górna) wszedł głównie w skład nowej gminy Tarłów oraz Lipsko (tylko Helenów).
Uwaga. Współczesna gmina Tarłów, utworzona w 1973 roku w powiecie lipskim, jest tworem o zupełnie innym obszarze, obejmującym obszary pięciu dawnych gmin, należących do dwóch powiatów:
- Ciszyca Górna/Tarłów w powiecie iłżeckim (41,18%) – Cegielnia, Ciszyca Dolna, Ciszyca Górna, Ciszyca Przewozowa, Ciszyca-Kolonia, Czekarzewice Drugie, Czekarzewice Pierwsze, Dorotka, Hermanów, Kozłówek, Leśne Chałupy, Sulejów, Tarłów i Tomaszów,
- Pawłowice w powiecie iłżeckim (8,82%) – Dąbrówka, Janów i Ostrów,
- Pętkowice w powiecie iłżeckim (5,88%) – Dąbrowa i Potoczek,
- Julianów w powiecie opatowskim (35,29%) – Bronisławów, Brzozowa, Duranów, Julianów, Maksymów, Mieczysławów, Słupia Nadbrzeżna, Tadeuszów, Teofilów, Wesołówka, Wólka Lipowa i Wólka Tarłowska,
- Lasocin w powiecie opatowskim (2,94%) – Łubowa.